# Monster Hunter Freedom
Monster Hunter Freedom (англ. Вільний мисливець на Монстрів) — це рольова гра, що вийшла на PlayStation Portable. Метою гри є завершення (зачищення, англ. clear) квестів, які даються різними людьми (NPC), для того, щоб отримати більш високі і престижніші ранги (англ. Hunter Rank, HR) та звання.

## Огляд гри
На відміну від інших hack-n-lash ігор, Monster Hunter Freedom вимагає:
- вивчення поведінки та вразливостей монстрів (без цього ви навряд чи зможете перемогти монстра) — для правильного підбору спорядження (особливо зброї)
- тактики (що залежить від знання поведінки монстра) — для максимально безпечного бою
- майстерності (що залежить від вашої тактичності в бою) — щоб не програти швидко
- мужності (що залежить від вашої майстерності) — щоб змусити себе вийти на бій з сильнішими драконами, і перемогти їх

## Вступ
|  | Ми полюємо для того, щоб захистити наш дім та людей, про яких ми піклуємось. Ми, як мисливці, маємо обов'язком захистити наших друзів-поселенців від нападу будь-яких чудовиськ |

## Зброя
В грі існує немалий вибір зброї, яку мисливець може використовувати для знищення монстрів:
- Щит і меч (англ. Sword and Shield, SnS)
- Великий меч (англ. Great Sword, GS)
- Два меча (англ. Dual Swords, DS)
- Спис-гармата (англ. Gun — Lance, GL)
- Молот (англ. Hammer, H)
- Спис (англ. Lance, L)
- Арбалет (англ. BowGun, BG)
- Важкий арбалет (англ. Heavy BowGun, HBG).

Кожен з типів зброї вимагає різних матеріалів для створення.

## Режими гри

### Самостійна гра
В цьому режимі гравець може виконувати квести і збирати матеріали самостійно, а в MHF-G і MHF-U на більшість квестів можна брати з собою бойового кота. У цьому режимі гравець може виконувати квести старости, або більш важкі квести в Gathering Hall-i(так званій Гільдії), а також купувати речі, які надають допомогу в квесті.

### Багатокористувацька гра
Мисливці можуть піти на квести з друзями за допомогою системи Ad Hoc. В цьому режимі вони можуть обмінюватися своїми Guild-картками, в яких знаходиться вся статистика вашого персонажа.

## Квести

### G-ранг
G-ранг — це ранг, що був доданий до Monster Hunter Freedom Gold. Ці квести пізніше були додані до MHF-Unite в Європейському та Американському релізах. Він являє собою набагато складніші завдання для мисливців. За виконання квестів цього класу мисливці отримують найкращі винагороди.

## Монстри

### Птахи-віверни (Bird Wyverns)

#### Giadrome
Лідер групи Giaprey, має великий наріст на голові. Більший за Giaprey; будь-який мисливець, досить дурний для того, щоб зазіхнути на його територію, перетвориться в шматок льоду.

#### Giaprey
Властивості малих, подібних до птахів м'ясоїдних хижаків дозволяють їм мешкати в сніжних горах. Їхня біла шкіра просто чудова, але при цьому їхній характер повністю протилежний.
Ці хижаки відомі тим, що вміють плюватись льодом на мисливців та атакувати смертельними групами.

#### Velocidrome
Лідер, що очолює групу Velociprey. Він більший за них, має більший виріст на голові. Володіє великими територіями, але коли поранений, то відступає, щоб поновити сили.

#### Velociprey
Агресивні, м'ясоїдні монстри, які часто подорожують групами. Навіть майстер-мисливець повинен дбати про те, щоб не стати оточеним. Мають багато місць перебування, знаходяться в самих різних областях, таких, як джунглі, ліс і гори.

#### Gendrome
Лідер, що очолює групу Genprey. Він більший за них, має більші вирости на голові. Живе в пустелі, паралізує жертву своїми токсичними іклами та пазурами.

#### Genprey
Оранжеве з зеленими смугами забарвлення малих м'ясоїдних хижаків можна знайти тільки в пустельних зонах. Подорожують вони групами; їхні великі ікла та пазурі містять нейротоксин, який вони використовують для того, щоб паралізувати жертву.

#### Iodrome
Лідер, що очолює групу Ioprey. Він більший за них і має більший виріст на голові. Живе в субтропічних зонах. Залози в горлі містять потужну отруту, що повільно вбиває жертву.

#### Ioprey
Яскраво-червоний вид дрібних хижаків, що часто зустрічається в субтропічних зонах. Залози в горлі містять потужну отруту, що повільно вбиває жертву.

#### Hypnocatrice
Схожий по кольору на руду птах-віверн з красивим пір'ям хвоста, що зустрічається головним чином у лісах. Дуже пацифістський виверн за своєю природою, дихає сонним газом на своїх ворогів і здобич. Його сильні, розвинені ноги завдають серйозних ударів, так що будьте обережні!

#### Gypceros
Віверн-птах, який може створювати дезорієнтуючі спалахи світла за допомогою горба на голові. Його шкіра, схожа на гуму опирається ушкодженням і допомагає йому уникати ударних пасток; його плювок містить смертельну отруту. Тим не менш, він досить боязкий.

#### Yian Kut-Ku
Віверн-птах з великим дзьобом і великими вухами, що сильно вирячуються, коли він розлютився. Має сильний слух, не любить гучних звуків. Він менший, але швидший, ніж інші віверни. Вбити його не важко, але не слід недооцінювати його вогняних плювків на бігу. Якщо ви чудово вмієте вивертатись від атак вівернів - то Kut-Ku для вас лише забавка.

#### Yian Garuga
Порода Yian Kut-Ku з жорсткою чорною шкірою і довгою гривою.
Відомий своєю хитрістю, можливістю уникнення пасток і хвостом, в якому знаходиться отрута. Це особливо злий віверн, так що будьте обережні!

### Rathalos
Досить сильний монстр. Вбити його важко. Але при постійних атаках хвоста його кінцівка зі шпичаками відломлюється, і бити ним він більше не може. Має також сильну голову, вкриту шипами, і потужну атаку вогнем з повітря. Щоб його здолати доведеться використати свої вміння на повну.

## Інше

### Ферма
В Monster Hunter Freedom 2 до гри була додана ферма, де можна збирати додаткові матеріали(руди, квіти, жуків, рибу, мед та інше) поміж походами. Завдяки цьому створювати нове озброєння стало легше, а більшість допоміжних предметів (напої, флейти, кирки, вудки та інше) тепер можна отримати, навіть не виходячи на квест.
Ця ферма знаходиться навпроти будинку гравця, на сході від поселення.
Пам'ятайте:
- Ви можете збирати предмети на фермі тільки після місії (за винятком першого заходу в гру).
- Деякі матеріали можуть бути отримані тільки на фермі (наприклад, драконячий мох, чорні частинки і чорне каміння).

#### Покращення ферми
Встановити покращення можна досягнувши певного рангу і купивши їх у торговця біля входу на ферму.
Можливі покращення для ферми (для MHF-U):
- Грядки (1+2)
- Причал для ловля риби (1+2)
- Машина для ловлі риби(1)
- Розломи для добування каміння (1+4)
- Шахта для добування каміння (1)
- Кущі з жуками (1+4)
- Дерево з жуками (1)
- Грибне дерево (3)
- Вулики (3)
- Корабель Трені (1)